# Brönninghausen
Brönninghausen ist ein Stadtteil von Bielefeld im Stadtbezirk Heepen. Bis 1972 war Brönninghausen eine eigenständige Gemeinde im Amt Heepen des Kreises Bielefeld.

## Geographie
Die Stadt Bielefeld ist unterhalb der zehn Bezirke nicht weiter in administrative oder politische Einheiten gegliedert. Stadtteile sind in Bielefeld daher nur informelle Teilgebiete, deren Abgrenzung sich meist auf das Gebiet einer Altgemeinde bezieht. Zu statistischen Zwecken ist Bielefeld jedoch in 72 „statistische Bezirke“ eingeteilt. Die Altgemeinde Brönninghausen gehört heute mit einem Teil von Heepen zum statistischen Bezirk 55 Windwehe.
Brönninghausen liegt am östlichen Rand von Bielefeld und grenzt an die Bielefelder Stadtteile Ubbedissen, Oldentrup, Heepen und Altenhagen sowie an die lippische Gemeinde Leopoldshöhe. Durch den Stadtteil fließen die Windwehe und der Brönninghauser Bach.

## Geschichte
Seit dem Mittelalter gehörte die Bauerschaft Brönninghausen zur Vogtei Heepen im Amt Sparrenberg in der Grafschaft Ravensberg. In der Napoleonischen Zeit gehörte Brönninghausen von 1807 bis 1813 zum Kanton Heepen im Königreich Westphalen. 1816 kam Brönninghausen zum Kreis Bielefeld und gehörte darin zunächst zum Verwaltungsbezirk Heepen, aus dem 1843 das Amt Heepen wurde.
Im Rahmen der kommunalen Neugliederung des Raums Bielefeld wurde Brönninghausen am 1. Januar 1973 nach Bielefeld eingemeindet und gehört seitdem zum Stadtbezirk Heepen.
Brönninghausen ist bis heute eine ländlich geprägte Streusiedlung geblieben.

### Einwohnerentwicklung
| Jahr | Einwohner | Quelle |
| ---- | --------- | ------ |
| 1799 | 402       | [ 4 ]  |
| 1843 | 720       | [ 5 ]  |
| 1864 | 602       | [ 6 ]  |
| 1885 | 557       | [ 7 ]  |
| 1910 | 403       | [ 8 ]  |
| 1939 | 384       | [ 9 ]  |
| 1950 | 590       | [ 10 ] |
| 1961 | 705       | [ 3 ]  |
| 1966 | 815       | [ 11 ] |
| 1970 | 940       | [ 3 ]  |
| 1972 | 934       | [ 12 ] |
| 2008 | 737       | [ 13 ] |

## Religion
Brönninghausen gehört seit jeher zum evangelischen Kirchspiel Heepen und hat, abgesehen von einer ehemaligen Kapelle auf dem Meyer zu Bentrup, nie eine eigene Kirche oder Kirchengemeinde besessen. Die Brönninghausener Katholiken gehören zur Kirchengemeinde St. Hedwig in Heepen.

## Bauwerke
Die Hofmühle in Brönninghausen wurde 1785 an der Windwehe als Wassermühle errichtet. Um 1820 begann der Müller mit dem Ankauf von Getreide, um es als Mehl weiter zu veräußern. Um 1850 erhielten die umliegenden Bauern das Staurecht, so dass es zu Streitigkeiten mit den Müllern kam. 1938 wurde die Mühle in den heutigen Zustand ausgebaut. 2005 wurde der Betrieb eingestellt, die technische Einrichtung blieb jedoch zu Demonstrationszwecken erhalten.

## Natur
Große Teile der Niederungen und des Waldes der Windwehe sind als Naturschutzgebiet ausgewiesen. In Brönninghausen liegt das Naturschutzgebiet Windweheniederung mit 29,5 ha Größe. Dieses setzt sich in östlicher Richtung auf dem Gebiet der Gemeinde Leopoldshöhe mit dem ca. 56,5 ha großen Naturschutzgebiet Windwehetal fort.

## Verkehr
Der im Verhältnis dichter besiedelte Norden von Brönninghausen mit der kleinen Siedlung ist durch die Buslinie 350 (Bielefeld Hbf–Brönninghausen Runkelkrug–Bad Salzuflen) in den öffentlichen Nahverkehr eingebunden, die nur dünn besiedelte  Brönninghauser Ortsmitte allerdings nur durch Schulbusse.